# Kanal
Kanal (en polaco "Kanał", pronunciado [ˈkanau]; en algunos lugares hispanohablantes se comercializó con el nombre de "La patrulla de la muerte") es una película polaca de 1956, dirigida por  Andrzej Wajda e interpretada por Teresa Izewska y Tadeusz Janczar en los papeles principales. Se ambienta en el alzamiento de Varsovia contra los nazis, narrando las peripecias de un grupo de polacos que intentan encontrar una salida a través de las alcantarillas de la ciudad. Pertenece a la "Trilogía de la Guerra", que comienza con Pokolenie (1955) -traducida en inglés como A Generation- y se completa con Popiół i Diament (Cenizas y diamantes, 1958). Esta película, en concreto, trajo el reconocimiento internacional al autor, al ser premiada con la Palma en el Festival de Cannes del año 1957.

## Historia
Es el 25 de septiembre de 1944, se trata de los últimos días del alzamiento de Varsovia. El teniente Zadra dirige una unidad de 43 soldados hacia las ruinas del barrio de Mokotów.
Trama detallada
(se trata de una versión del texto inglés)
El músico Michal acaba de llamar a su mujer y a su hijo, que viven en la zona bajo control nazi, cuando de repente se corta la comunicación, justo cuando parecía que los nazis estaban ocupando la casa.
El cadete Korab se cuela por un descuido en la habitación del segundo al mando, el teniente Madry (guapo y fornido), que está pasando un rato agradable con una mensajera llamada Halinka. Pero para él también hay atenciones, porque pronto llega su amiga Stokrotka (Margarita) con unos cigarrillos recién conseguidos y un saquito de té inglés. Esta escena hogareña queda interrumpida por un ataque nazi que la compañía consigue contener de momento, si bien el cadete queda herido.
Como están rodeados por el enemigo deben escapar por las alcantarillas hasta otra parte de la ciudad. La amiga de Korab es la que mejor se sabe los caminos, pero Korab está herido y sufre de fiebre. Ella lo arrastra por los pasillos y quedan rezagados con respecto al resto del grupo.
El equipo sigue dividiéndose. Madry se va con la mensajera por su lado, mientras que Michal, el compositor de música, comienza a perder la razón, deambulando espectral mientras toca una extraña flauta que había pertenecido a un antiguo compañero de desgracias.
El teniente Zadra se ha quedado solo, pero al principio no le da ninguna importancia porque el sargento Kula, muy asustado, le cuenta que todos le siguen, mintiendo para precipitar la salida al exterior.
El final (contiene spoilers)
El camino que han tomado Madry y la mensajera es complicado. Madry está a punto de enloquecer. En estas circunstancias, le confiesa a la chica que tiene mujer e hijos. Ella se pega un tiro.
Madry consigue encontrar una salida de la cloaca. Al alcanzar el exterior se encuentra en una especie de patio de armas. Poco a poco se va dando cuenta de que está en un cuartel nazi, donde los soldados están a punto de fusilar a mucha gente salida de las alcantarillas.
Por otra parte, Margarita y su cadete malherido consiguen alcanzar una salida, pero ésta da al río y está clausurada con barrotes. No queda muy claro su destino final, ya que parece que los dos están demasiado exhaustos y desesperados como para proseguir. Ante el amargo final, se besan por última vez dando lugar a uno de los pocos momentos de romanticismo (ni que sea trágico) en la película.
El teniente Zadra, que se ha quedado solo con Kula el mentiroso, logran salir a la superficie, pero cuando Kula le cuenta que los demás no van detrás, Zadra no puede contener su ira y le pega un tiro. Su próxima decisión es perderse de nuevo en las alcantarillas para buscar a los miembros del equipo que hayan quedado.